# Ібік
Ібік — давньогрецький ліричний поет VI ст. до н. е.

## Життєпис
Народився у м. Регія, що у південній Італії. Став продовжувачем справи Стесіхора. Стосовно особистого життя мало відомостей. У 550-х роках до н. е. існувала гетерія (група осіб), які намагалися допомгти Ібіку захопити владу у Регії. Це свідчить про відомість та популярність Ібіка. Проте цей план не вдався, і він залишив рідне місто.
Ібік подорожував різними містами Стародавньої Греції. Надовго затримувався при дворах тиранів — Полікрата з Самосу і Періандра з Коринфу. Тут він отримав гарний та привітний прийом. Придворні умови життя наклали свій відбиток на поезії Ібіка, в якій значну частину займають мотиви придворних лестощів та еротики. В таких умовах він створив особливий вид схвальної оди, так званий енкомій, прикладом якого може слугувати поема на славу тирана Полікрата Самоського. До нас дійшло близько 40 віршів цієї поеми. В ній Ібік на противагу героям Троянської війни хвалить Полікрата.
Найбільшу славу здобув Ібік своїми піснями про кохання, від яких збереглося лише кілька невеличких уривків.
Обставини смерті Ібіка невідомі. За легендою, Ібік під час подорожі (можливо це сталося по дорозі в Коринф, куди поет їхав на Істмійські ігри) був убитий розбійниками. Свідками цього злочину стали лише пролітаючі журавлі. Коли розбійники прийшли на свято до міста, на площі якого стривожені громадяни чекали прибуття уславленого поета, в небі раптом з'явилися журавлі. Злочинці подумали, що птахи можуть їх виявити, кинулися тікати і самі себе викрили. Ця легенда стала широковідомою завдяки баладі Фрідріха Шиллера «Ібікові журавлі».

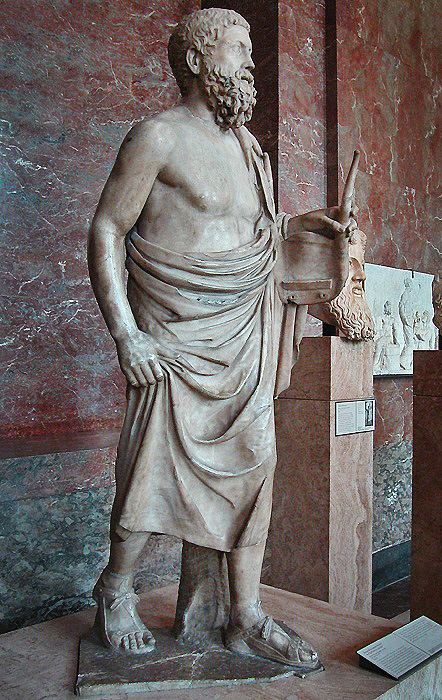
Ліричний поет Ібік. м. Реджіо-де-Калабріа. Римська копія з грецької скульптури

## Особисте життя
Відповідно до візантійської енциклопедії «Суда», Ібік «був цілковито захоплений коханням до хлопчиків».

## Творчість
Вчені елліністичної Александрії включили поета до канонічного списку дев'яти ліриків і зібрали твори Ібіка в сім книг, які, на відміну від текстів інших ліриків, не мали назв, а були просто пронумеровані. До 1920 років з усіх збережених текстів Ібіка було лише два фрагменти (7 і 13 рядків) і близько п'ятидесяти рядків, розкиданих по античних коментарях. У наш час в Єгипті (а саме Ель-Бахнаса, що в давнину мав назву Оксірінхе) були виявлені папіруси, які містять фрагменти текстів, що, як зараз вважається, входили до олександрійської збірки. Збережені фрагменти налічують 40 віршів і містять зразки монодичної (сольної) та хорової лірики. Для ранньої поезії Ібіка, ймовірно під впливом Стесіхора, характерна розповідь з області міфології (при цьому поет часто модифікує первісну легенду, знижуючи героїчний тон). Потрапивши на Самос, Ібік звертається до більш легкої любовної поезії, і саме цей жанр прославив його в античності. Головною темою творчості Ібіка в цей період стала любов до красивих хлопчиків і дівчаток. Як припускають, ці пісні могли виконуватися хорами хлопчиків на змаганнях краси (які проводилися наприклад на о. Лесбос). Ібік виступає сполучною ланкою між західною і східною грецькою поезією. Він писав на дорійскому діалекті і використовував розміри, що виникли в дорійській школі, в той час по тону і змісту твори Ібіка дуже близькі до еолійської школи. Тексти Ібіка — це складна суміш «публічного» хорового стилю Стесіхора і «приватного» сольного стилю Сапфо та Алкея. Сучасні дослідники припускають, що твори Ібіка могли виконуватися як хором, так і солістом під звичайний акомпанемент струнного інструменту, і що взагалі всі праці Ібіка були власне монодичними. У той же час Ібік будує свої твори на основі розробленої Стесіхором тріади: строфа — антистрофа — епод — і слідує моделі так тісно, що навіть його сучасники з великими зусиллями розрізняли стилі цих двох поетів. Деякі дослідники вважають образи Ібіка хаотичними, однак виправдовують цю хаотичність як художню особливість стилю поета, а сам стиль називають «витонченим і пристрасним».

## Переклади
Українських перекладів вірші Ібіка ще не мають.